# Gabriel Mathurin Joseph Loaisel
Gabriel Mathurin Joseph Loaisel est un prêtre et homme politique français né le 2 décembre 1747 à Sérent et mort le 8 mai 1825 à Redon.

## Biographie
Gobrien Mathurin Joseph Loaisel est le fils de Vincent Joseph Loaisel, sénéchal de Malestroit, et d'Anne Marie Françoise de La Cour, Gobrien Mathurin Joseph Loaisel.
Entré dans les ordres, vicaire de la paroisse de Saint-Gilles de Malestroit, il devient « vicaire perpétuel » de Redon le 12 mars 1777, son oncle ayant résigné ces fonctions en sa faveur.
Le 18 avril 1789, il est élu député du clergé de la sénéchaussée de Vannes aux États généraux. Partisan des réformes, il se réunit, dès le 14 juin, au tiers état, « quoiqu'il n'eût aucun mandat à cet effet, pour satisfaire au cri de sa conscience. »
Mais le mouvement de la Révolution dépasse bientôt ses prévisions, et il se retire, de fait, le 10 octobre 1789.
De retour à Redon, et déjà remplacé à l'Assemblée, il écrit au président pour savoir s'il ne pouvait pas revenir sur sa démission : la réponse, le 11 juillet 1790, est négative.
Loaisel émigre en 1791 et se réfugie en Angleterre.
Il revient en Bretagne en l'an VIII, devint curé de Redon au Concordat et quitte le ministère actif en 1816.

## Sources
- Dictionnaire des parlementaires français de 1789 à 1889 (Adolphe Robert et Gaston Cougny)